# داني بيريز (لاعب كرة قدم)
داني بيريز (بالإسبانية: Danny Pérez) هو لاعب كرة قدم فنزويلي، ولد في 23 يناير 2000 في كاراكاس في فنزويلا. لعب مع كولو-كولو.

## وصلات خارجية
- داني بيريز على موقع قاعدة بيانات كرة القدم.إي يو (الإنجليزية)
- داني بيريز على موقع Soccerway.com (الإنجليزية)